# Polizeiuniform

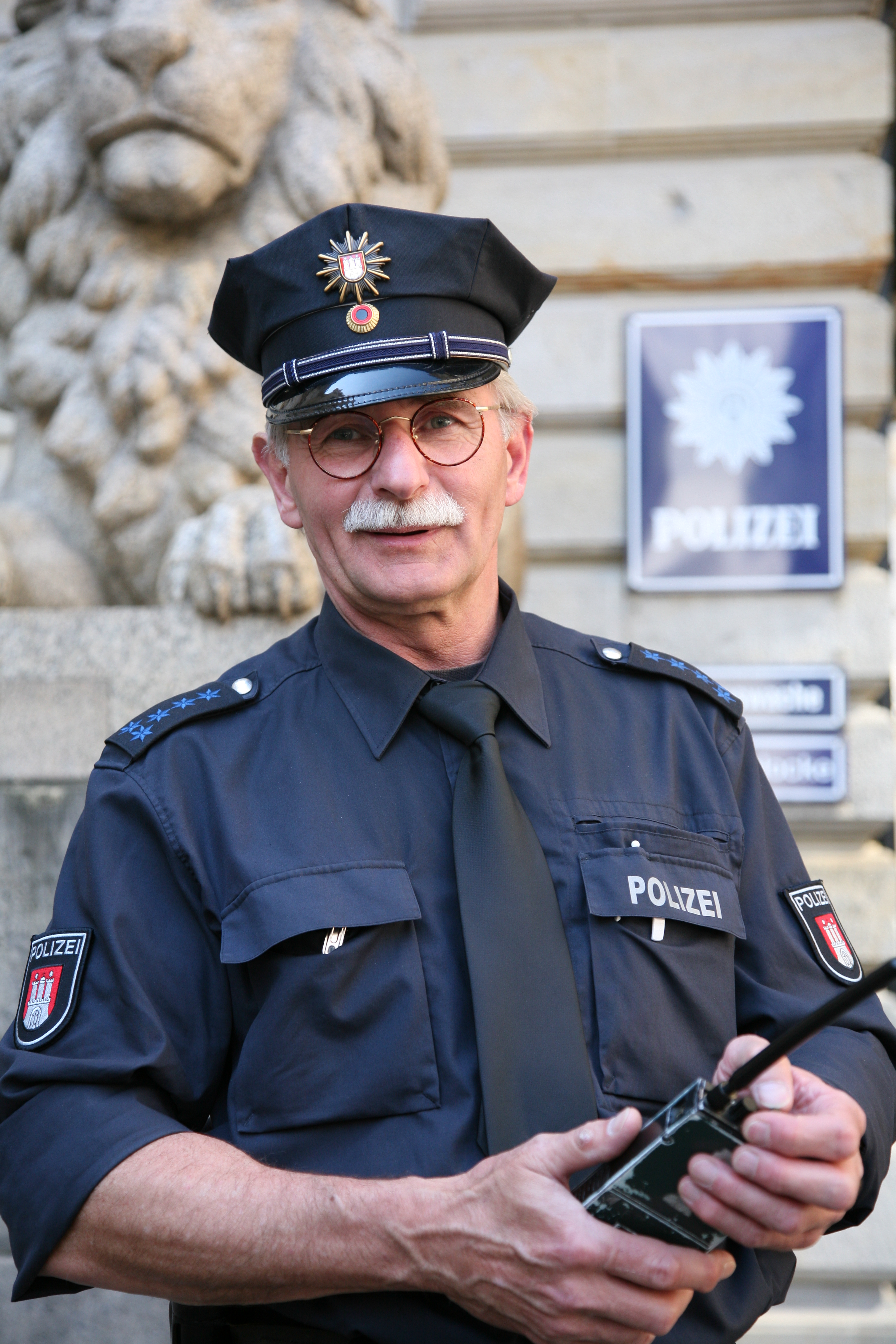
Polizist der Hamburger Polizei

Eine Polizeiuniform ist die Uniform, die von einigen Angehörigen der Polizei getragen wird. Eine Uniform ermöglicht die einfache Erkennbarkeit von Polizisten. Weltweit unterscheiden sich die verwendeten Uniformen in Farbgebung und Schnitt, wobei die Farbtöne blau und schwarz dominieren.

## Uniformen in aller Welt

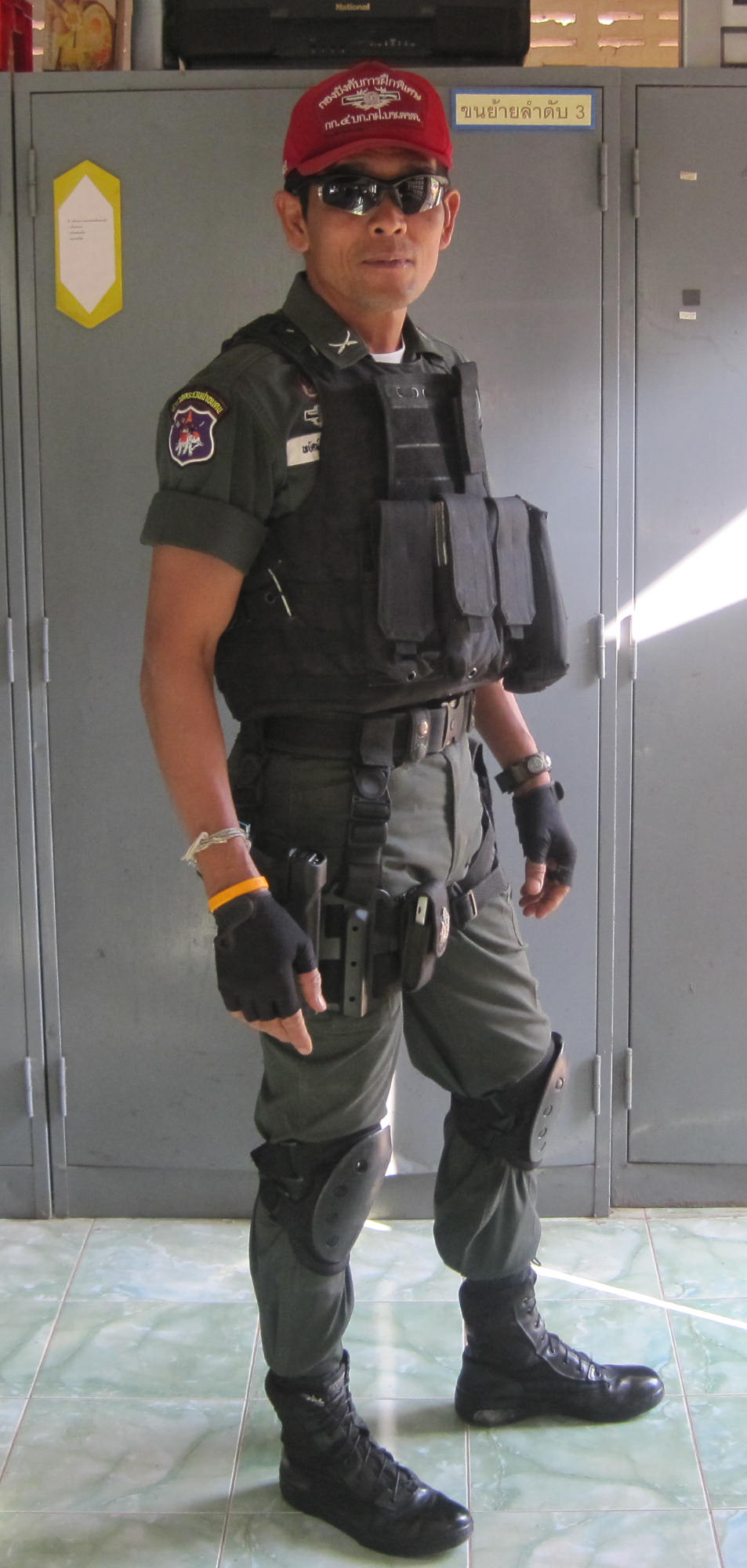
Polizeiuniform in Thailand

### Deutschland
In allen deutschen Ländern wird heute von der Schutzpolizei eine blaue Uniform getragen, wobei sich die Uniformen der einzelnen Länder in Details und Schnitt unterscheiden.
Seit den 70er Jahren war eine moosgrün/beige-farbene Uniform mit schwarzer Lederjacke, moosgrüner Jacke, beigefarbenem Hemd und brauner Hose üblich. Seit 2003 wurde diese Uniform nach und nach von den aktuellen, blauen Uniformen abgelöst – als erstes 2004/2005 bei der Polizei Hamburg, als letztes 2018 bei der Polizei Bayern. Während der Umstellungsphase traf man in wenigen Fällen beide Uniformarten in einem Land an. Allen Uniformen sind das Emblem des Dienstherren (Landes- bzw. Bundeswappen) auf dem linken, teilweise auch auf beiden Oberarmen und an der Front der Schirmmütze (dort im Polizeistern abgebildet) gemein.

### Österreich

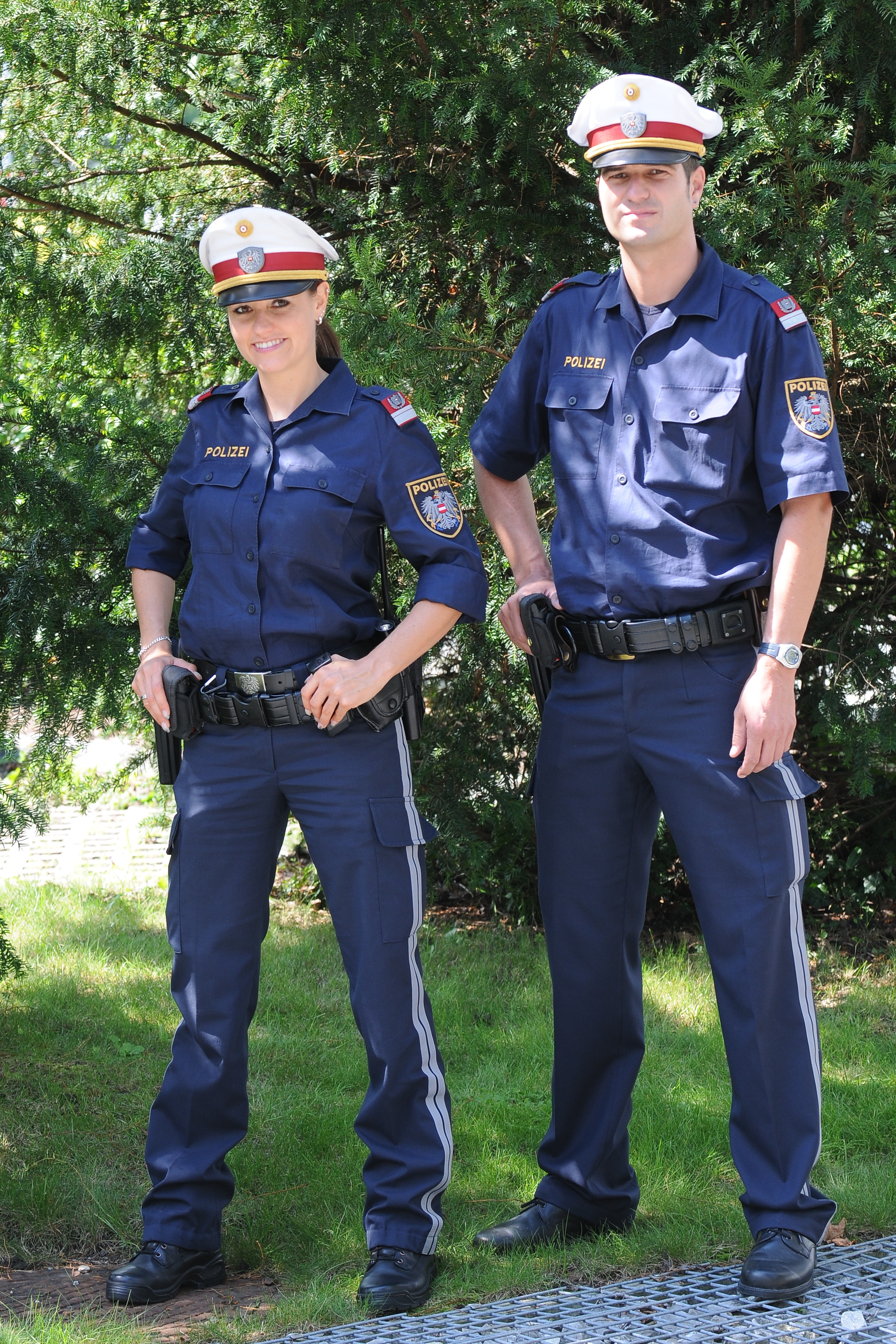
Österreichische Polizeiuniform

Die Einsatzuniformen der österreichischen Polizei sind in Dunkelblau gehalten. Neben der Einsatzuniform besitzen leitende Beamte auch eine Repräsentationsuniform.

### Namibia
Die Uniformen sind einheitlich in hellem und dunklem Blau gehalten und unterscheiden sich innerhalb einer Uniformklasse lediglich in Hinblick auf die Dienstgrade der namibischen Polizei.

### Vereinigtes Königreich

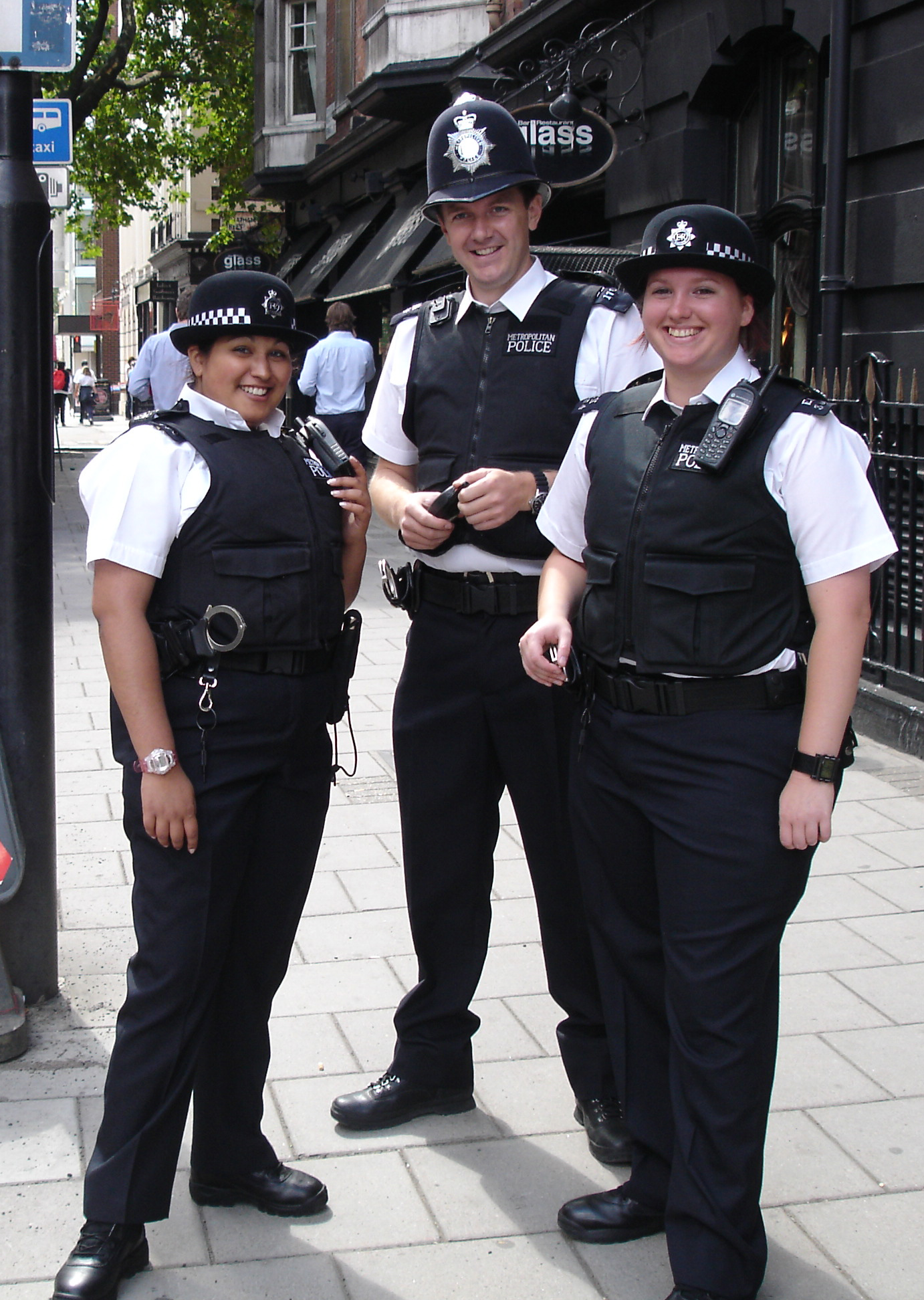
Polizisten der Metropolitan Police

Die britischen Polizisten („Bobbies“) sind wohl vor allem für ihre Custodian Helme bekannt, die aber inzwischen teilweise durch Schirmmützen ersetzt wurden. Eingeführt wurde dieser Helm erstmals 1863 bei der Metropolitan Police in London. Die englische Polizei trägt eine schwarze Uniform mit weißen Unterhemden; vor allem Streifen- und Verkehrspolizisten tragen häufig zusätzlich eine neongelbe Warnweste.

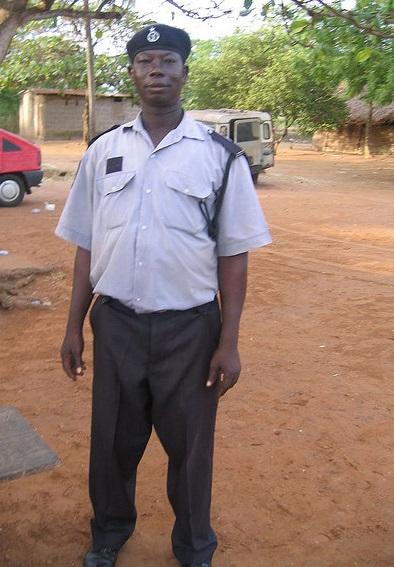
Uniform in Ghana

### Vereinigte Staaten von Amerika
In den USA variiert die Polizeiuniform von Staat zu Staat stark. Auf Bundesebene haben sich vor allem schwarze oder dunkelblaue Uniformen durchgesetzt, oftmals sieht man aber auch hellblaue bis weiße, grüne oder beige Kleidung. Die meisten Polizisten tragen Schirmmützen, doch vor allem im Südwesten des Landes trifft man auch verstärkt auf Stetson-Hüte.